# Strømtangen fyr (Fredrikstad)
 Ikke at forveksle med Strømtangen fyr (Kragerø).
Strømtangen fyrstation er et fyr i Fredrikstad kommune i Viken fylke i Norge. Fyret blev sat i drift 20. september 1859. I Fyrlisten blev fyret indtil 1883 kaldt Torgauten, men gik da over til navnet Strømtangen (Torgauten). I 1880 blev der anskaffet et hånddrevet tågehorn til brug hver gang man fra fyret hørte signaler i tågen fra forbipasserende fartøjer. I 1951 blev der installeret elektrisk kraft fra en elektrisk dieselgenerator; . Samtidig blev tågehornet erstattet af en sirene. Fyret blev automatiseret og affolket i 1977.
Strømsund ligger mellem holmen hvor fyret står helt mod syd, og fastlandet der ligger mod nord. Selve fyrlygten står i dag på en søjle syd for fyrhuset. Det gamle lygtehus står i det sydligste hjørn af fyrhuset.
Der står en fuldautomatisk vejrstation fra det norske Meteorologisk Institutt ved fyret.

## Eksterne kilder og henvisninger
- Norsk fyrliste 2012 (Webside ikke længere tilgængelig), Kystverket
- Strømtangen fyrstasjon Norsk Fyrhistorisk Forening
- Fyrhistorien på Strømtangen (Webside ikke længere tilgængelig)